# Michael Eschlböck
Michael Eschlböck (* 1961 in Wien, Österreich) ist ein österreichischer Sportkommentator für American Football bei Puls 4 und Kommunikationsfachmann.

## Werdegang
Eschlböck war von 1987 bis 1992 Spieler der Österreichischen American-Football-Nationalmannschaft. Von 1985 bis 1992 spielte er zudem als Offense Liner (Guard) bei den Klosterneuburg Mercenaries sowie den Graz Giants. 1988 spielte er für die Graz Giants in der European Football League. Seine aktive Karriere beendete er 1992 aufgrund einer Verletzung.
1988 kommentierte Eschlböck gemeinsam mit Christopher D. Ryan das erste in Österreich ausgestrahlte NFL-Spiel (American Bowl in Schweden (MIN vs. CHI)) im ORF und in weiterer Folge bis 2003 ausgewählte Spiele der Austrian Football League sowie diverse Austrian Bowls.
Von 1998 bis 2009 kommentierte er gemeinsam mit Christopher D. Ryan weitere NFL-Spiele auf ORF. Seit 2010 kommentiert Eschlböck gemeinsam mit Walter Reiterer die NFL auf Puls 4, im Februar 2023 kommentierte das Duo seinen letzten Super Bowl für den Sender.
Eschlböck studierte u. a. Publizistik und Kommunikationswissenschaften am IPKW der Universität Wien und war als Client Service Director bei nationalen und internationalen Werbeagenturen tätig. Eschlböck ist als Vortragender im Bereich Kommunikation und Werbung an verschiedenen Fachhochschulen tätig (ua. am Institut für Publizistik und Kommunikationswissenschaften an der Uni Wien).

## Auszeichnungen und Nominierungen
- 2015: Romy in der Kategorie Info/Sport/Kultur (gemeinsam mit Walter Reiterer)[3]
- 2022: Romy in der Kategorie Sport (nominiert - gemeinsam mit Walter Reiterer)
- 2023: Romy in der Kategorie Sport (nominiert - gemeinsam mit Walter Reiterer)

## Funktionen im Sport(auszugsweise)
- Seit 2003 - Präsident des American Football Bund Österreich (AFBÖ)[4]
- Seit 2004 - verschiedene Funktionen im europäischen Footballverband EFAF
- Seit 2016–2019 Mitglied des Präsidiums bei Sport Austria
- Seit 2017 – Mitglied des strategischen Beirats des Sportministers
- Seit 2019 – Vizepräsident für Leistungs- und Spitzensport bei Sport Austria[5]
- Seit 2021 – Mitglied des Aufsichtsrats der Bundessporteinrichtungen GesmbH
- Seit 2021 - Finanzdirektor des internationalen Verbandes IFAF[6]
- Seit 2022 – Mitglied des Vorstandes der Österreichischen Sporthilfe

## Privates
Michael Eschlböck ist verheiratet und lebt mit seiner Familie in Wien. Er hat mütterlicherseits niederländische Wurzeln. Er ist ein Enkel von Dick Bessem, einem ehemaligen Direktor des Olympischen Stadions in Amsterdam sowie  ein Bruder des im Jahre 2018 verstorbenen Haubenkochs Karl Eschlböck.